# Santa Maria de Marçà
Santa Maria de Marçà és una església parroquial barroca del municipi de Marçà (Priorat) inclosa en l'Inventari del Patrimoni Arquitectònic Català. Va substituir a l'antiga església romànica de Santa Maria situada en el turó de la Miloquera.

## Església parroquial
És una construcció de planta rectangular, bastida de maçoneria arrebossada i pintada a la façana, amb reforç de carreu als angles i coberta per teulada a dues vessants. Interiorment presenta una disposició de tres naus separades per pilastres, creuer no sobresortit i absis semicircular. Té quatre tramades amb cor a la primera. De les pilastres arrenquen arcs faixons que suporten la volta, de mig punt amb llunetes. Les naus laterals, d'igual altura que la central, tenen volta d'aresta i confereixen a l'església un aspecte molt lleuger, menys feixuc que les altres de la contrada. El creuer és resolt amb una cúpula. La façana presenta un ull de bou i la portalada, flanquejada per dues columnes que sostenen un fris i rematada per una fornícula amb una imatge moderna de Sant Joan Baptista, obra de l'artista local Giné. El campanar és als peus, posterior i sense valor artístic. Al costat de l'evangeli hi ha l'altar del Sant Crist, del segle xviii.

## Església romànica
Restes concretades en basament d'un mur i absis de la primitiva església romànica de la població, constituïts per carreus de regulars dimensions.

## Història
La primitiva església de Marçà fou bastida cap a finals del segle xii o inicis del XIII i era de reduïdes dimensions. No hi ha memòria sobre el moment de l'abandonament però cal suposar que fou, potser, fins i tot anterior a la construcció del nou temple del segle xviii, quan es produí el progressiu trasllat del poble des del turó cap al pla. Actualment és de propietat privada.
Bastida a finals del segle xviii, l'església parroquial de Marçà fou construïda amb idees lleugerament diferents de les altres de la comarca, tal com el fet de tenir les naus laterals d'iguals altura que la central. Decorada amb bons altars, aquests foren destruïts el juliol de 1936, durant la Guerra civil espanyola.